# Saad Al-Mukhaini
Saad Suhail Juma Al-Mukhaini (Mascate, 6 settembre 1987) è un calciatore omanita, difensore del Al-Oruba e della Nazionale omanita.

## Carriera

### Club
La sua carriera da calciatore professionista inizia nel 2006 quando milita per l'Al-Oruba. Dopo quattro stagioni, esattamente nel 2010, viene acquistato dall'Al-Suwaiq per ricoprie il ruolo di titolare in prima squadra. Messosi in mostra in quasi tutte le partite della stagione calcistica 2010-2011, viene acquistato dal Fanja. Nel gennaio del 2012 l'Arsenal gli offre un provino per mostrare tutte le sue doti calcistiche. Nel 2012 si trasferisce al Dhofar. Nel 2013 torna al Fanja. Nel 2014 viene acquistato dall'Al-Oruba.

### Nazionale
Esordisce con la nazionale il 24 aprile 2009, in Oman-Liberia, terminata 1-0. Mette a segno il suo primo gol con la nazionale l'8 ottobre 2015, in Oman-Iran, terminata 1-1.

## Palmarès

### Club

#### Competizioni nazionali
- Oman League: 1

Al-Oruba: 2007-2008

## Statistiche

### Cronologia presenze in nazionale
| Cronologia completa delle presenze e delle reti in nazionale ― Oman | Cronologia completa delle presenze e delle reti in nazionale ― Oman | Cronologia completa delle presenze e delle reti in nazionale ― Oman | Cronologia completa delle presenze e delle reti in nazionale ― Oman | Cronologia completa delle presenze e delle reti in nazionale ― Oman | Cronologia completa delle presenze e delle reti in nazionale ― Oman | Cronologia completa delle presenze e delle reti in nazionale ― Oman | Cronologia completa delle presenze e delle reti in nazionale ― Oman |
| Data                                                                | Città                                                               | In casa                                                             | Risultato                                                           | Ospiti                                                              | Competizione                                                        | Reti                                                                | Note                                                                |
| ------------------------------------------------------------------- | ------------------------------------------------------------------- | ------------------------------------------------------------------- | ------------------------------------------------------------------- | ------------------------------------------------------------------- | ------------------------------------------------------------------- | ------------------------------------------------------------------- | ------------------------------------------------------------------- |
| 09-01-2019                                                          | Sharjah                                                             | Uzbekistan                                                          | 2 – 1                                                               | Oman                                                                | Coppa d'Asia 2019 - 1º turno                                        | -                                                                   |                                                                     |
| 13-1-2019                                                           | Abu Dhabi                                                           | Oman                                                                | 0 – 1                                                               | Giappone                                                            | Coppa d'Asia 2019 - 1º turno                                        | -                                                                   | 90+2’                                                               |
| 17-1-2019                                                           | Abu Dhabi                                                           | Oman                                                                | 3 – 1                                                               | Turkmenistan                                                        | Coppa d'Asia 2019 - 1º turno                                        | -                                                                   |                                                                     |
| 20-1-2019                                                           | Abu Dhabi                                                           | Iran                                                                | 2 – 0                                                               | Oman                                                                | Coppa d'Asia 2019 - Ottavi di finale                                | -                                                                   |                                                                     |
| Totale                                                              |                                                                     | Presenze                                                            | 4                                                                   |                                                                     | Reti                                                                | 0                                                                   |                                                                     |